# Slim Agrebi
Slim Agrebi (ar. سليم عقربي ;ur. 12 stycznia 1974) – tunezyjski judoka. Olimpijczyk z Atlanty 1996, gdzie zajął 21 miejsce w wadze ciężkiej.
Piąty na mistrzostwach świata w 2001; uczestnik zawodów w 1993 i 1999. Startował w Pucharze Świata w latach 1993 i 1995-1999. Wygrał igrzyska afrykańskie w 1995. Czterokrotny medalista mistrzostw Afryki w 1996 i 1998.

## Letnie Igrzyska Olimpijskie 1996
| Konkurencja | Eliminacje            | Klas. końcowa |
| Konkurencja | Przeciwnik I          | Miejsce       |
| ----------- | --------------------- | ------------- |
| +95 kg      | Igor Pieszkow (KAZ) P | 21.           |